# Hespererato martinicensis
Hespererato martinicensis is een slakkensoort uit de familie van de Eratoidae. De wetenschappelijke naam van de soort is voor het eerst geldig gepubliceerd in 1933 door Schilder.